# Isak Unna
Isak Unna (geboren am 29. Mai 1872 in Würzburg; gestorben am 19. Mai 1948 in Jerusalem) war ein deutscher Rabbiner und Altphilologe.

## Leben
Unna war der Sohn des Lehrers Moses Unna und seiner Frau Zerla, geb. Bamberger. Von 1889 bis 1895 studierte er Altphilologie in Würzburg und Berlin, wo er 1895 promoviert wurde. Gleichzeitig studierte er am Rabbinerseminar in Berlin und erhielt 1896 das Rabbinerdiplom. Nach einer kurzen Zwischenstation als Rabbinatsassistent in Frankfurt am Main wurde er 1898 Rabbiner an der Klaus-Synagoge in Mannheim, wo er den Ausbau der Klaus-Schule zur Religionsschule größeren Stils vorantrieb. 1898 heiratete er Gertrud Goitein (1876–1954), die aus der weitverzweigten Rabbiner- und Gelehrtenfamilie Goitein stammte. Das Paar hatte fünf Töchter und drei Söhne, unter ihnen Mosche Unna (1902–1989), der von 1948 bis 1970 Knessethabgeordneter für die Nationalreligiöse Partei war. Ab 1920 war Isak Unna dritter Stadtrabbiner Mannheims, 1921 wurde er Mitglied der Synode und 1924 Konferenzrabbiner im Oberrat der Israeliten Badens. Er vertrat einen orthodoxen Standpunkt und verfasste zahlreiche Aufsätze und Gutachten, mit denen er auch in die Diskussion über religiös-politische Tagesfragen eingriff.
1935 emigrierte Unna mit seiner Frau und den jüngeren Kindern nach Palästina, wo die älteren Kinder schon lebten. Im Exil führte er seine wissenschaftliche Arbeit weiter.

## Werke (Auswahl)
- Über den Gebrauch der Absichtssätze bei Philo von Alexandrien, Frankfurt a. M.: Slobotzky 1895 (Würzburg, Univ., Diss., 1895).
- Die Leichenverbrennung vom Standpunkt des Judenthums : ein Vortrag. Nebst einem Anhang: Kritik des Wiener'schen Gutachtens über die Feuerbestattung, Frankfurt a. M.: Kauffmann 1903 (Digitalisat).
- Die Lemle Moses Klaus-Stiftung in Mannheim, 2 Bände, Frankfurt a. M.: Kaufmann 1908–1909. (Band 1: Digitalisat, Band 2: Digitalisat).
- Rabbi Elia, der Gaon von Wilna und seine Zeit, Frankfurt am Main: Jüdischer Volksschriftenverlag [1911] (Jüdische Volksbücherei; 13) (Digitalisat).
- Die Aguna-Gesetze (Bestimmungen über die Wiederverheiratung der Witwen von Verschollenen), Frankfurt a. M.: Kauffmann, 1916.
- R. Simon ben Lakisch als Lehrer der Halacha und Agada, Frankfurt a. M. 1921.
- Der Gedanke der Arewut in seiner praktischen Bedeutung. Referat, gehalten in der Gründungsversammlung d. Achduth zu Frankfurt a. M. am 26. Dez. 1923, Berlin [1924] (Digitalisat).
- Tierschutz im Judentum, Frankfurt a. M.: Kaufmann 1928 (Digitalisat).
- Das Schächten vom Standpunkt der Religion und des Tierschutzes, Hamburg: Verlag der Deutschen Israelitischen Zeitung und Laubhüte 1931 (Digitalisat).
- Schoalin VeDorschin (Halachische Responsen und Predigten) Hebrewbooks